# Calella (stacja kolejowa)
Calella (hiszp. Estación de Calella, kat. Estació de Calella) – stacja kolejowa w miejscowości Calella, we wspólnocie autonomicznej Katalonia, w prowincji Barcelona, w Hiszpanii.
Przez stację kolejową Calella przebiegają trzy linie kolejowe obsługiwane przez Renfe Operadora: R1 (po której poruszają się pociągi Rodalies Barcelona), RG1 (po której poruszają się pociągi Rodalies Girona) oraz Estrella Costa Brava (po której poruszają się pociągi dalekobieżne).
Stacja kolejowa Calella przynależy do 4 strefy transportu publicznego obszaru metropolitalnego Barcelony (dokładnie do strefy 4H systemu obsługiwanego przez ATM) i jednocześnie do 5 strefy kolejowej Renfe Operadora Rodalies de Catalunya.
Stacja zlokalizowana jest przy nadmorskiej arterii drogowej - Carrer de Josep Anselm Clavé, tuż obok głównej plaży miejskiej Gran de Calella. Dojazd do stacji możliwy jest autobusami komunikacji publicznej aglomeracji Barcelony (sieci ATM), a przy dworcu znajduje się płatny parking dla samochodów.

## Linie kolejowe
- Linia kolejowa R1 (Molins de Rei – Maçanet-Massanes) – od 28 października 1848 (w aktualnej formie od 1980)
- Linia kolejowa RG1 (L’Hospitalet de Llobregat – Portbou) – od 24 marca 2014
- Linia kolejowa Estrella Costa Brava (Madryt Chamartín – Portbou / Cerbère)

| Calella         |  |               |
| Linia R1        |  |               |
| Sant Pol de Mar |  | Pineda de Mar |

| Calella         |  |               |
| Linia RG1       |  |               |
| Sant Pol de Mar |  | Pineda de Mar |

| Calella                    |  |        |
| Linia Estrella Costa Brava |  |        |
| Arenys de Mar              |  | Blanes |